# Quadre de comandament

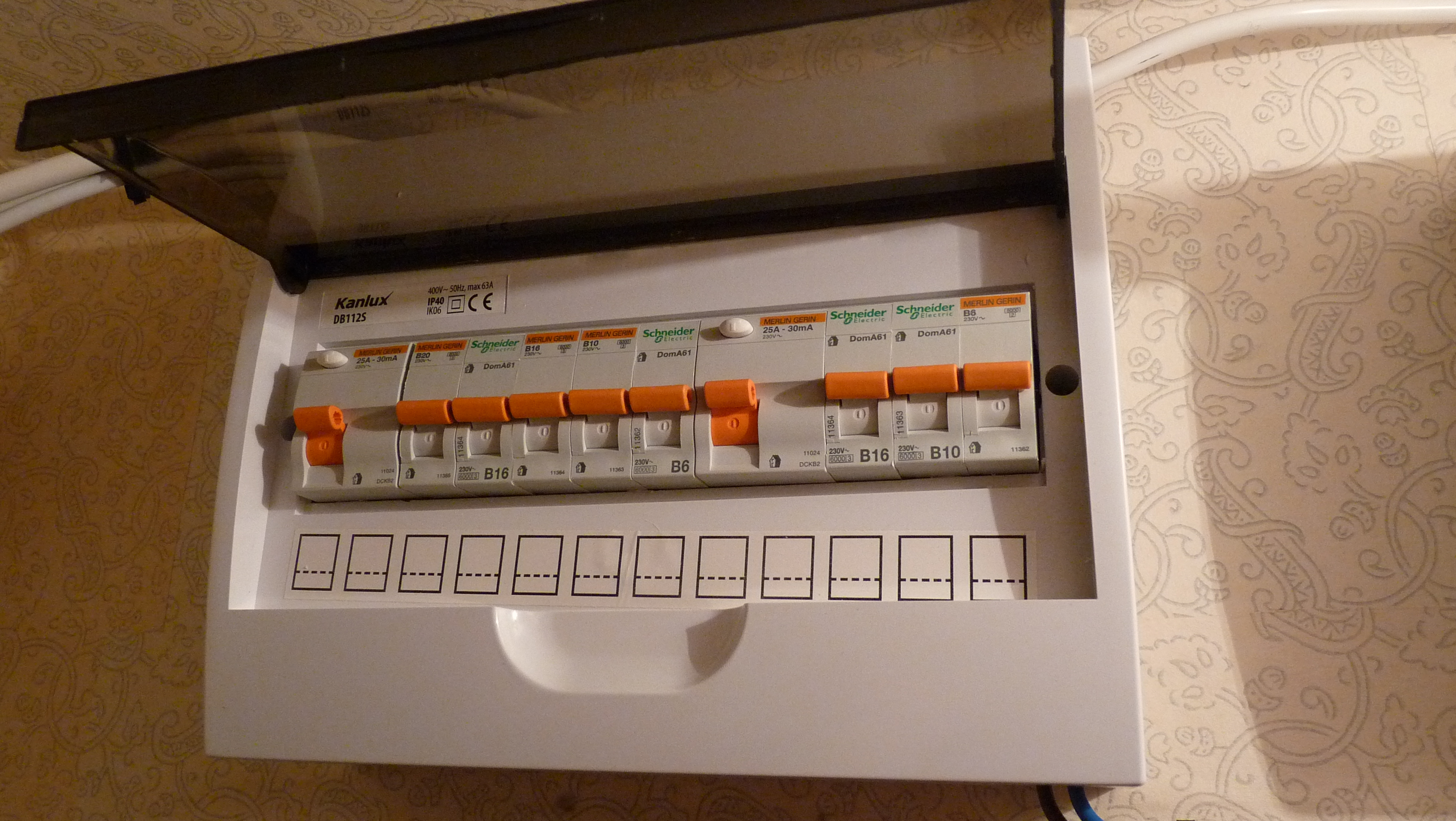
Quadre de comandament i protecció

El quadre de comandament i de protecció és un equipament que allotja els elements principals de seguretat, protecció i maniobra de la instal·lació elèctrica interior.
Acostuma a situar-se el més a prop de l'entrada de l'habitatge. Els seus components són:
- ICPM (interruptor de control de potència màxima): és un interruptor magnetotèrmic, i té la funció d'evitar que la potència subministrada per la companyia superi la potència contractada.
- IGA (interruptor general automàtic): es pot accionar manualment, i disposa de protecció contra sobrecàrrega i curtcircuits.
- ID (interruptor diferencial): és el que s'encarrega de protegir a les persones de contactar directes i indirectes. detecta els corrents de fuita (per cada 5 circuits és necessari un ID).